# قسطنطين جاكوب إردمان
قسطنطين جاكوب إردمان هو محامي وسياسي أمريكي، ولد في 4 سبتمبر 1846 في مقاطعة ليهاي في الولايات المتحدة، وتوفي في 15 يناير 1911 في ألينتاون في الولايات المتحدة بسبب مرض. نشط حزبياً في الحزب الديمقراطي. وقد انتخب عضو مجلس النواب الأمريكي ‏.